# Cidadão de segunda classe
Um cidadão de segunda classe é uma pessoa que é sistematicamente discriminada dentro de um Estado ou outra jurisdição política, apesar de sua condição nominal de cidadão ou residente legal nesse Estado. Embora não sejam necessariamente escravos, foras da lei ou criminosos, os cidadãos de segunda classe têm direitos legais, direitos civis e oportunidades socioeconômicas limitadas e muitas vezes estão sujeitos a maus-tratos ou negligência nas mãos de seus supostos superiores. Os sistemas com cidadãos de facto de segunda classe são geralmente considerados como violadores dos direitos humanos.
As condições típicas que os cidadãos de segunda classe enfrentam incluem, mas não estão limitadas a:
- privação de direitos (falta ou perda de direitos de voto)
- limitações no serviço público ou militar (não incluindo recrutamento em todos os casos)
- restrições à língua, religião, educação
- falta de liberdade de circulação e associação
- limitações na posse de armas
- restrições ao casamento
- restrições à habitação
- restrições à posse de propriedade

A categoria é normalmente não oficial e principalmente acadêmica, e o próprio termo é geralmente usado como pejorativo e os governos normalmente negam a existência de uma segunda classe dentro da política. Como categoria informal, a cidadania de segunda classe não é medida objetivamente; no entanto, casos como o a região Sul dos Estados Unidos sob segregação racial, aborígenes na Austrália antes de 1967, grupos étnicos deportados designados como "colonos especiais" na URSS, apartheid na África do Sul, mulheres na Arábia Saudita sob a lei saudita, dalits na Índia e Nepal e os católicos romanos na Irlanda do Norte durante a era parlamentar são exemplos de grupos historicamente descritos como tendo cidadania de segunda classe. Historicamente, antes de meados do século 20, essa política foi aplicada por alguns impérios coloniais europeus aos residentes coloniais de possessões ultramarinas.
Um estrangeiro residente ou cidadão estrangeiro, e crianças em geral, enquadram-se na maioria das definições de cidadão de segunda classe. Isto não significa que eles não tenham nenhuma proteção legal, nem que não sejam aceitos pela população local. Um cidadão naturalizado tem essencialmente os mesmos direitos e responsabilidades que qualquer outro cidadão (uma possível exceção sendo a inelegibilidade para certos cargos públicos), e também é legalmente protegido.

## Relação com classes de cidadania
| Classe de cidadania         | Liberdades | Limitações             | Status legal                   |
| --------------------------- | --- | ---------------------- | ------------------------------ |
| Cidadania plena e igual     | Liberdade de residir e trabalhar, liberdade de entrar e sair do país, liberdade de votar, liberdade de se candidatar a cargos públicos.                                             | Sem limitações         | Reconhecido internacionalmente |
| Cidadania de segunda classe | Restrições à liberdade de língua, religião, educação e propriedade, e outras necessidades materiais ou sociais.                                                                     | Muito limitado         | Reconhecido internacionalmente |
| Não cidadãos                | Os direitos não são concedidos nem retirados do indivíduo. | Não acessível          | Reconhecido internacionalmente |
| Foras da lei, criminosos    | Sem direitos a foras da lei ou a criminosos em classes de cidadãos normais. No entanto, certos países têm conjuntos constitucionais e normas legais para criminosos e foras da lei. | Completamente limitado | Amplamente não reconhecido     |

## Exemplos
- As propostas para um programa de trabalhadores convidados dos EUA — que forneceria status legal e admitiria trabalhadores estrangeiros nos EUA, mas não lhes daria qualquer caminho para a cidadania estadunidense — foram criticadas com base no fato de que tal política criaria não cidadãos de segunda classe.[3][4][5]
- Não cidadãos letões constituem um grupo semelhante aos cidadãos de segunda classe.[6] Embora não sejam considerados estrangeiros (não possuem outra nacionalidade, têm documentos de identidade letões), têm direitos reduzidos em comparação com os cidadãos plenos. Por exemplo, os não cidadãos não são elegíveis para votar ou ocupar cargos públicos. A Comissão Europeia contra o Racismo e a Intolerância descreveu seu status como fazendo "as pessoas envolvidas se sentirem como "cidadãos de segunda classe".[7] Os não cidadãos da Estônia estão em uma posição semelhante.
- Os neozelandeses recebem automaticamente um "Visto de Categoria Especial" ao entrar na Austrália, o que não apresenta nenhum caminho para a cidadania australiana. Os neozelandeses não têm acesso em serviços como o Centrelink, além de outros. Isso significa que se, por exemplo, uma pessoa da Nova Zelândia foi para a Austrália para viver com seu cônjuge australiano e esse cônjuge cometeu violência doméstica contra eles, o neozelandês não poderia então recorrer ao Centrelink para fornecer-lhes fundos para deixar o cônjuge abusivo.
- Os cidadãos da China continental que se estabelecem em Hong Kong ou Macau com uma autorização unilateral não têm direitos de cidadania (como a obtenção de um passaporte) no continente ou na RAE após se estabelecerem, mas antes de obterem o estatuto de residente permanente, o que torna eles cidadãos de segunda classe.
- Burakumin (部落民) é uma designação de japoneses de status de segunda classe ou seja, as pessoas que são de um lugar chamado de "buraku." “Buraku” basicamente significa uma vila ou pequeno distrito. Por muito tempo, as pessoas discriminaram as pessoas de um "buraku", embora pertençam à mesma raça, e não há diferenças entre os japoneses comuns e os chamados burakumin. Não está claro quando e por que isso começou, mas diz-se que era mais comum no período Edo.[8] Eles são frequentemente chamados de "eta" (穢多) ou "hinin" (非人), o que significa poluído ou não humano. Embora em Meiji 4 (1871), essa discriminação foi oficialmente encerrada por kaihourei (解放 令), muitas pessoas resistiram e continuaram a tratá-los como burakumin. Hoje, menos pessoas são discriminadas em relação à burakumin, no entanto, o termo burakumin ainda é reconhecido como uma palavra discriminatória, embora haja uma certa quantidade de jovens de gerações recentes que nem mesmo conhecem o termo e a ideia de burakumin. Além disso, em alguns casos, as pessoas ainda são discriminadas, especialmente quando conseguem um emprego ou se casam.[9] Esses casos geralmente são relatados como problemas.